# Sertularella geodiae
Sertularella geodiae är en nässeldjursart som beskrevs av Totton 1930. Sertularella geodiae ingår i släktet Sertularella och familjen Sertulariidae. Inga underarter finns listade i Catalogue of Life.